# Zaburzenie osobowości
Zaburzenie osobowości (łac. perturbatio personalitatis, ang. personality disorder) – zaburzenie psychiczne, którego istotnymi cechami są głęboko zakorzenione, trwałe, nieprzystosowawcze wzorce relacji ze środowiskiem, myślenia o nim i postrzegania go, ukonstytuowane tak dalece, że powodują trudności w funkcjonowaniu społecznym i behawioralnym. Jeżeli zostały rozpoznane przed 18. rokiem życia, nazywane są zaburzeniami w okresie dzieciństwa.
Poprzednie definicje zaburzeń osobowości obejmowały:
1. kategoria zaburzeń zachowania, wyłączających nerwice i psychozy, przejawiających się w rozwoju patologicznych form osobowości, które charakteryzują się stosunkowo wysokim poziomem lęku lub skłonności do popadania w rozpacz. W ramach tego terminu rozróżnia się trzy podklasy zaburzeń: ogólne zaburzenia osobowości, zaburzenia socjopatyczne oraz dewiacje seksualne. Ta definicja dominowała w nauce aż do opublikowania trzeciego wydania Diagnostycznego i statystycznego podręcznika zaburzeń psychicznych (1980), w którym definicja uległa rewizji[1], oraz wcześniejsza definicja:
2. zaburzenie stanowiące efekt niedopasowania potrzeb, sposobu ich zaspokajania i sposobu realizacji zadań jednostki na danym etapie życia do wymogów społecznych, czyli aktywności własnej do wymagań społecznych i kulturowych obowiązujących w środowisku jednostki[1].

## Ogólne objawy według DSM IV
W przebiegu zaburzeń osobowości, które nie są efektem organicznego uszkodzenia mózgu lub choroby psychicznej (oś I), występują zwykle następujące objawy:
- znacząco dysharmonijne postawy lub zachowania, wyrażające się w takich obszarach życia psychicznego jak: afektywność, kontrola zachowań impulsywnych, style myślenia lub przeżywania, relacje z innymi osobami;
- wzorce zachowań trwają przez długi okres i nie są ograniczone do zaostrzenia innego zaburzenia psychicznego;
- wzorce zachowań utrudniają funkcjonowanie oraz relacje z innymi osobami;
- zaburzenia osobowości rozpoczynają się w okresie dzieciństwa lub dojrzewania i trwają w okresie dorosłości;
- subiektywne uczucie dyskomfortu w przebiegu zaburzeń osobowości pojawiają się zwykle w późniejszym okresie jej trwania;
- zaburzenia te prowadzą zwykle do gorszego funkcjonowania społecznego lub zawodowego.

## Podział zaburzeń osobowości wedługICD-10
Światowa Organizacja Zdrowia umieszcza zaburzenia osobowości w grupie F.60 i F61 klasyfikacji ICD-10.
- Specyficzne zaburzenia osobowości F60
  - Osobowość paranoiczna F60.0
  - Osobowość schizoidalna F60.1
  - Osobowość dyssocjalna F60.2
  - Osobowość chwiejna emocjonalnie F60.3
    - Osobowość chwiejna emocjonalnie typ impulsywny F60.30
    - Osobowość chwiejna emocjonalnie typu borderline F60.31

  - Osobowość histrioniczna F60.4
  - Osobowość anankastyczna F60.5
  - Osobowość lękliwa (unikająca) F60.6
  - Osobowość zależna F60.7
  - Inne określone zaburzenia osobowości F60.8
  - Zaburzenia osobowości BNO (bliżej nieokreślone) F60.9
  - Zaburzenia osobowości mieszane i inne F61.0

## Podział zaburzeń osobowości wedługDSM-IV[3]
- Zaburzenia osobowości – oś II (ang. Personality Disorders)
  - Zaburzenia osobowości typu A – zaburzenia dziwaczno-ekscentryczne (ang. Cluster A Personality Disorders)
    - Paranoiczne zaburzenie osobowości (ang. Paranoid Personality Disorder), kod: 301.0
    - Schizoidalne zaburzenie osobowości (ang. Schizoid Personality Disorder), kod: 301.20
    - Schizotypowe zaburzenie osobowości (ang. Schizotypal Personality Disorder), kod: 301.22

  - Zaburzenia osobowości typu B – zaburzenia dramatyczno-niekonsekwentne (ang. Cluster B Personality Disorders)
    - Antyspołeczne zaburzenie osobowości (ang. Antisocial Personality Disorder), kod: 301.7
    - Zaburzenie osobowości z pogranicza – borderline (ang. Borderline Personality Disorder), kod: 301.83
    - Histrioniczne zaburzenie osobowości (ang. Histrionic Personality Disorder), kod: 301.50
    - Narcystyczne zaburzenie osobowości (ang. Narcissistic Personality Disorder), kod: 301.81

  - Zaburzenia osobowości typu C – zaburzenia obawowo-lękowe (ang. Cluster C Personality Disorders)
    - Zaburzenie osobowości unikowej (ang. Avoidant Personality Disorder), kod: 301.82
    - Zaburzenie osobowości zależnej (ang. Dependent Personality Disorder), kod: 301.6
    - Obsesyjno-kompulsyjne zaburzenie osobowości (ang. Obsessive-Compulsive Personality Disorder), kod: 301.4
    - Zaburzenie osobowości bliżej nieokreślone (ang. Personality Disorder Not Otherwise Specified), kod: 301.9

### Definicja zaburzeń osobowości wedługDSM-IVoś II
Przewlekle trwający wzorzec patologicznych zachowań i przeżywania manifestujący się w zakresie poznawczej, afektywnej, interpersonalnej, kontroli impulsów; stabilność tych wzorców, czyli sztywność zachowań prowadzi do pogorszenia funkcjonowania. Często prowadzi też do dyskomfortu osoby cierpiącej na dane zaburzenie. Kryterium rozpoznania jest wystąpienie zaburzeń przed osiągnięciem pełnoletniości oraz fakt, że nie są one spowodowane przez żadne współistniejące schorzenie.

### Krótkie charakterystyki zaburzeń osobowości wedługDSM-5[4]
|                           | Wzorzec zaburzonego zachowania |
| ------------------------- | --- |
| Paranoiczne               | Nieufność i podejrzliwość wobec innych ludzi, gdyż ich motywy działania interpretowane są jako wrogie. |
| Schizoidalne              | Oderwanie, wycofanie z relacji społecznych oraz ograniczona ekspresja emocjonalna. |
| Schizotypowe              | Dominuje dolegliwe poczucie dyskomfortu w bliskich związkach; występują zaburzenia poznawcze lub percepcji oraz ekscentryczność w zachowaniu. |
| Antyspołeczne             | Lekceważenie i łamanie norm społecznych oraz praw innych ludzi. |
| Z pogranicza              | Niestabilność w związkach interpersonalnych, niestałość obrazu siebie, afektu i znaczna impulsywność. |
| Histrioniczne             | Nadmierna emocjonalność oraz zabieganie o uwagę innych. |
| Narcystyczne              | Pretensjonalność, potrzeba bycia podziwianym i brak empatii. |
| Unikające                 | Zahamowanie społeczne, poczucie nieadekwatności i nadwrażliwość na negatywną ocenę. |
| Zależne                   | Uległość i nadmierne przywiązanie w relacjach interpersonalnych, wynikające z przesadnej potrzeby czyjejś opieki. |
| Obsesyjno-kompulsyjne     | Zaabsorbowanie uporządkowaniem, perfekcjonizm i potrzeba kontroli. |
| Z. o. bliżej nieokreślone | Stwierdzane gdy: 1. wzorzec zachowań spełnia ogólne kryteria dla zaburzenia osobowości oraz obecne są cechy kilku różnych zaburzeń osobowości (choć w niewystarczającej ilości, by postawić diagnozę konkretnego); 2. wzorzec spełnia ogólne kryteria dla zaburzenia osobowości, ale osoba spełnia kryteria zaburzenia osobowości nieujętego w DSM-5 (np. pasywno-agresywne zaburzenie osobowości). |

### Krótkie opisy zaburzeń os. z DSM-III-R i DSM-IV według Millona[5]
- Paranoiczne – osoba stale mająca się na baczności, defensywna, nieufna, podejrzliwa. Przesadnie wyczulona na to, że ktoś może chcieć jej przeszkodzić lub skrzywdzić ją. Stale poszukuje dowodów potwierdzających spiskową teorię rzeczywistości. Siebie samą uważa za osobę postępującą w sposób słuszny, a i tak prześladowaną.
- Schizoidalne – osoba apatyczna, zobojętniała, wycofana, osamotniona. Nie pragnie ani nie potrzebuje utrzymywania związków z innymi ludźmi. Jest w minimalnym stopniu świadoma własnych uczuć oraz uczuć innych ludzi. Nie ma żadnego celu w życiu ani ambicji, albo też ma ich niewiele.
- Schizotypowe – osoba ekscentryczna, alienująca się, dziwaczna, nieobecna duchem. Przejawia osobliwe manieryzmy i zachowania. Odczytuje myśli innych ludzi. Zaabsorbowana niezwykłymi marzeniami i dziwnymi przekonaniami. Zaciera granice między rzeczywistością a światem fantazji.
- Antyspołeczne – osoba impulsywna, nieodpowiedzialna, niepodporządkowująca się normom, nie do opanowania. Działa bez namysłu. Spełnia społeczne oczekiwania, o ile służy to jej samej. Lekceważy społeczne obyczaje, reguły i standardy. Postrzega samą siebie jako wolną i niezależną.
- Z pogranicza – osoba nieprzewidywalna, manipulatorska, niestabilna. Panicznie boi się porzucenia przez innych i odosobnienia. Przeżywa gwałtowne zmieniające się nastroje. Przechodzi nagle z uczucia miłości do nienawiści i na odwrót. Widzi siebie oraz innych ludzi raz w białych, a raz w czarnych kolorach.
- Histrioniczne – osoba o teatralnym zachowaniu, uwodzicielska, płytka, poszukująca wrażeń, próżna. Reaguje z przesadą na najdrobniejsze nawet zdarzenia. Zachowuje się ekshibicjonistycznie, aby uzyskać uwagę i przychylność innych ludzi. Postrzega samą siebie jako atrakcyjną i pełną uroku.
- Narcystyczne – osoba egoistyczna, arogancka, mająca przesadnie wysokie mniemanie o sobie, beztroska. Pochłonięta fantazjami o sukcesach, urodzie lub osiągnięciach. Postrzega samą siebie jako godną uwielbienia, a także istotę wyższego rzędu, zasługującą wobec tego na szczególne traktowanie.
- Unikające – osoba stale wahająca się, czująca się niezręcznie, zakłopotana, zalękniona. Odczuwa napięcie w sytuacjach społecznych z powodu obawy przed odrzuceniem. Nękana ciągłym lękiem przed podejmowaniem działania. Postrzega samą siebie jako nieudolną, gorszą od innych lub nieatrakcyjną. Czuje się samotna i pusta.
- Zależne – osoba bezradna, nieudolna, uległa, niedojrzała. Wycofuje się z pełnienia dorosłych obowiązków. Postrzega siebie jako słaba i delikatną. Szuka pocieszenia u osób silniejszych.
- Obsesyjno-kompulsyjne – osoba powściągliwa, skrupulatna, okazująca innym szacunek, usztywniona. Prowadzi życie spętane regułami. Trzyma się mocno społecznych konwenansów. Postrzega świat w kategoriach reguł i hierarchii. Siebie samą widzi jako oddaną, rzetelną, sprawną i produktywną.
- Depresyjnea – osoba ponura, zniechęcona, pesymistycznie nastawiona, skłonna do rozmyślań, nastawiona fatalistycznie. Prezentuje się jako bezradna i opuszczona przez innych. Czuje się bezwartościowa, winna i bezsilna. Ocenia samą siebie jako zasługującą tylko na krytykę i potępienie.
- Negatywistyczne (pasywno-agresywne)a – osoba pełna urazy, przekorna, sceptyczna, niezadowolona. Nie ulega oczekiwaniom innych. Celowo działa nieefektywnie. Daje upust swojej złości w sposób pośredni, krzyżując plany innym ludziom. Jest na przemian kapryśna i rozdrażniona, a potem posępna i wycofana.
- Sadystyczneb – osoba pełna wrogości, raniąca innych, okrutna, dogmatyczna. Skłonna do nagłych wybuchów wściekłości. Odczuwa zadowolenie z dominowania, zastraszania i upokarzania innych. Jest uparta i niekorygowalna.
- Masochistyczne (autodestrukcyjne)b – osoba uległa, unikająca przyjemności, służalcza. Czuje się godna potępienia, usuwa się w cień. Zachęca innych do wykorzystywania jej. Celowo udaremnia własne przedsięwzięcia. Poszukuje związków z partnerami, którzy ją potępiają lub źle traktują.

a – uwzględnione w dodatku do DSM-IV
b – uwzględnione w dodatku do DSM-III-R

## Leczenie zaburzeń osobowości
Interwencje psychospołeczne są rekomendowane jako leczenie „pierwszego rzutu”; stosuje się różne podejścia terapeutyczne, przeprowadzane indywidualnie i grupowo. Brytyjski National Institute for Health and Care Excellence (NICE) zaleca łączyć formaty i integrować je z innymi usługami dostępnymi publicznie (np. z opieką społeczną, wsparciem w zakresie zatrudnienia, leczeniem ewentualnych uzależnień). Liczba eksperymentów sprawdzających skuteczność wybranych form terapii jest ograniczona: najwięcej dotyczy osobowości z pogranicza i terapii dialektyczno-behawioralnej. Dostępne badania wykazują, że wielu pacjentów zachowuje poprawę, nawet po kilku latach od zakończenia leczenia. Jednakże jakość metodologiczna badań często nie jest wysoka (brak placebo, czasem brak randomizacji). Wbrew intuicji, zauważa się, że efekty są często większe wśród pacjentów o mocno zaburzonej strukturze osobowości, jak w borderline. Terapia daje także efekty w wypadku pacjentów z zaburzeniami bliżej nieokreślonymi – jednymi z najczęściej spotykanych w praktyce klinicznej.
Zwiększa się ilość badań nad procesami psychologicznymi i biologicznymi, które leżą u podłoża zaburzeń, co może doprowadzić do ulepszenia metod leczenia. Wśród interwencji psychospołecznych, których efektywność mierzona jest w badaniach (tzw. terapie oparte na dowodach naukowych, ang. evidence based therapies), wymienia najczęściej się:
- terapię dialektyczno-behawioralną (ang. dialectical behaviour therapy)[10];
- terapię poznawczo-behawioralną dla zaburzeń osobowości (ang. cognitive behavioral therapy for personality disorders)[11];
- terapię schematów (ang. schema-focused therapy)[12];
- psychoterapię skoncentrowaną na przeniesieniu (ang. transference focused psychotherapy)[13];
- terapię opartą na mentalizacji (ang. mentalization-based therapy)[14];
- terapię poznawczo-analityczną (ang. cognitive analytic therapy)[15];
- trening rozwiązywania problemów i zarządzania emocjami STEPPS (ang. systems training emotional predictability problem solving)[16];
- programy psychoedukacyjne dla zaburzeń osobowości[17].

Niektórzy badacze próbują stworzyć zintegrowany system interwencji terapeutycznych, który mógłby być indywidualnie dostosowywany do potrzeb i deficytów pacjenta (np. ang. integrated modular treatment). Uzasadnia się to faktem, że wybrane podejścia terapeutyczne, nie są jednakowo efektywne w zmianie komponentów poszczególnych zaburzeń osobowości, a u każdego pacjenta występuje specyficzny zbiór psychopatologicznych symptomów.
W przypadku farmakoterapii, nie ma kompletnych i zwalidowanych wytycznych postępowania. Praktyką jest podawanie różnych leków w zależności od występowania symptomów typowych dla danego zaburzenia (np. niestabilność afektu; lęk i wycofanie; objawy psychotyczne; impulsywność i agresja). Dobór i ewaluację metod postępowania utrudnia fakt, że większość pacjentów spełnia kryteria więcej niż jednego zaburzenia osobowości i często – zaburzenia z osi I (zab. lękowe, depresyjne czy uzależnienia). Mimo to farmakoterapia wskazywana jest jako efektywny dodatek do leczenia w wypadku niektórych pacjentów.

### Zaburzenia osobowości typu A
Jest bardzo mało badań nad efektywnością psychoterapii w tej grupie zaburzeń. Najprawdopodobniej jest to spowodowane tym, że pacjenci z tej grupy (pomijając schizotypowych) rzadko odczuwają tęsknotę za bliskimi relacjami interpersonalnymi, przez co nie odczuwają motywacji do szukania specjalistycznej pomocy. W wypadku zaburzenia schizotypowego, zakłada się, że terapia poznawcza może pomóc przy modyfikacji zniekształceń poznawczych i problemów interpersonalnych – choć brakuje dowodów empirycznych. Podejrzliwe nastawienie osób z zaburzeniem paranoicznym, w praktyce często uniemożliwia przeprowadzenie terapii, gdyż wszelkie interwencje odbierane są jako wrogie. Istnieją jednak pewne dowody na skuteczność leczenia zaburzeń osobowości typu A i wygląda na to, że lepiej, by przybierało ono bardziej intensywną formę (terapia na oddziałach dziennych lub stacjonarnych).
Nie są przeprowadzane randomizowane badania z użyciem leków na pacjentach schizoidalnych i paranoicznych. Można spotkać się z nielicznymi badaniami na pacjentach schizotypowych (atypowe i typowe leki przeciwpsychotyczne). Wykazywana jest redukcja symptomów psychopatologicznych, ale badania są niskiej jakości metodologicznej (małe grupy, brak ślepej próby).

### Zaburzenia osobowości typu B
Najwięcej badań dotyczy osobowości z pogranicza oraz dyssocjalnej, choć są i dotyczące wiązki B jako grupy. Wykazuje się redukcję symptomów psychiatrycznych, polepszenie funkcjonowania psychospołecznego i zwiększenie jakości życia, po zakończeniu leczenia (porównywane było typowe leczenie ambulatoryjne, na oddziałach dziennych i stacjonarnych). Możliwe, że bardziej intensywne formy leczenia, dają lepszy efekt.

#### Zaburzenie osobowości z pogranicza
Najlepiej udokumentowana jest skuteczność psychoterapii w wypadku zaburzenia osobowości z pogranicza. Wiele podejść psychoterapeutycznych zostało zmodyfikowanych lub stworzonych z myślą o tym zaburzeniu. Na bazie programów terapii behawioralnych i poznawczo-behawioralnych powstały: terapia dialektyczno-behawioralna, terapia schematów oraz poznawczo-behawioralna terapia osobowości z pogranicza. Z modalności psychoanalitycznych i psychodynamicznych wyłoniły się: psychoterapia skoncentrowana na przeniesieniu i terapia oparta na mentalizacji. Podejściem integratywnym jest terapia poznawczo-analityczna. Powstały także specjalne programy psychoedukacyjne, które uczą zarządzać emocjami i rozwiązywać typowe dla borderline problemy (np. program STEPPS). Niektóre podejścia skupiają się na zmianie środowiska, w którym funkcjonuje pacjent (np. nidoterapia, ang. nidotherapy).
Na podstawie analizy interwencji, które wykazywały się skutecznością, określono pięć wspólnych czynników, które uważa się za kluczowe.
1. Interwencje są ustrukturyzowane (oparte na podręczniku) i odnoszą się do typowych problemów występujących u osób z borderline.
2. Pacjenci są zachęcani do przejmowania kontroli nad sobą (budowane jest poczucie sprawczości).
3. Terapeuci pomagają łączyć uczucia związane z wydarzeniami z zachowaniem pacjenta.
4. Terapeuci są aktywni, responsywni i akceptujący („active, responsive, and validating”).
5. Terapeuci omawiają przypadki (w tym osobiste reakcje) z innymi.

W wypadku farmakoterapii, szacuje się, że większość pacjentów jest jej poddawana, pomimo niewielkiej ilości dowodów na efektywność leków w redukcji symptomów (związanych bezpośrednio z zaburzeniem osobowości). Często przyjmowaną praktyką jest przepisywanie leków z grupy SSRI lub IMAO przy chwiejności emocjonalnej; SSRI i stabilizatorów nastroju przy impulsywnej agresji; a także niskich dawek neuroleptyków przy objawach psychotycznych. Najlepiej udokumentowana jest efektywność neuroleptyków (szczególnie aripiprazolu i olanzapiny) oraz stabilizatorów (topiramat, lamotrygina i walproiniany). Nie ma jednak zgody, co do zasadności stosowania farmakoterapii. Nowsze zalecenia wskazują, by rezygnować z leków, chyba że wymaga tego kryzysowa sytuacja lub współwystępują inne zaburzenia (np. nastroju lub lękowe).

#### Antyspołeczne zaburzenie osobowości
Nowe, kompleksowe programy terapeutyczne nastawione są na zmianę zachowań, nieprzystosowawczych myśli oraz ewentualne ograniczenie recydywy, zamiast na zmianę osobowości. Najczęściej zawierają techniki zaczerpnięte z terapii poznawczo-behawioralnej i (czasem) trening umiejętności społecznych czy naukę technik rozwiązywania bieżących problemów. Ponadto odnoszą się do współwystępujących zaburzeń (np. uzależnienia, zaburzenia lękowe), a także uwzględniają środowisko, w którym funkcjonuje pacjent/skazany. Istotnym komponentem wspomnianych programów jest ocena ryzyka, które mogą stwarzać leczeni. Istnieje jednak ograniczona ilość dowodów na skuteczność tych interwencji.
W wypadku antyspołecznego zaburzenia osobowości (oraz powiązanych, patologicznych zachowań jak agresja, impulsywność czy złość), nie ma uzasadnienia dla rutynowego stosowania farmakoterapii. Zaleca się, by w wypadku zaburzeń współtowarzyszących (zwłaszcza zaburzeń lękowych i depresji) leczenie prowadzone było w typowy dla nich sposób.

### Zaburzenia osobowości typu C
W wypadku tej grupy, najczęściej ewaluowane są: różne typy terapii behawioralnej i poznawczo-behawioralnej, krótkoterminowe formy terapii psychodynamicznych oraz trening umiejętności społecznych i interpersonalnych. Zauważa się, że zaburzenia typu C poddają się terapii lepiej niż grupa A i B. Szacuje się, że nawet 69% pacjentów uzyskuje poprawę na koniec terapii. Pozytywne zmiany utrzymują się w czasie i zdarza się, że się pogłębiają.
Nie jest rozstrzygnięte, które podejście psychoterapeutyczne jest najbardziej efektywne: czasem terapia poznawczo-behawioralna daje najlepsze efekty, w innym przypadku jest to krótkoterminowa terapia psychodynamiczna (ang. short-term dynamic therapy). Efektywna ma być również terapia interpersonalno-psychodynamiczna (ang. psychodynamic-interpersonal therapy) oraz trening umiejętności społecznych/interpersonalnych. Wykazuje się też skuteczność terapii schematów. Są pewne dowody na zmniejszenie poziomu anhedonii i lęku u pacjentów z obsesyjno-kompulsyjnym zaburzeniem osobowości, którzy przeszli terapię poznawczo-analityczną.
Testuje się też czy tryb przeprowadzania leczenia wpływa na efektywność. W jednym z dużych badań, porównywanych było pięć grup pacjentów leczonych w różnych trybach: długoterminowo ambulatoryjnie (nie więcej jak 2 sesje tygodniowo powyżej sześciu miesięcy), krótkoterminowo w trybie dziennym (średnio ok. 3 poranki/popołudnia, do sześciu miesięcy), długoterminowo dziennie, krótkoterminowo stacjonarnie (5 dni w tygodniu, do sześciu miesięcy) oraz długoterminowo stacjonarnie. Najczęstszym zdiagnozowanym zaburzeniem osobowości było z.o. unikające (63,3%), a za nim – obsesyjno-kompulsyjne (49,3%) i zależne (22,6%). We wszystkich grupach odnotowano redukcję symptomów psychiatrycznych oraz polepszenie funkcjonowania psychospołecznego i jakości życia, choć w badaniu nie ujęta została grupa kontrolna. Najlepsze efekty uzyskiwano najczęściej w grupie leczonej krótkoterminowo i stacjonarnie.